# Tousséguéla
Tousséguéla is een gemeente (commune) in de regio Sikasso in Mali. De gemeente telt 5500 inwoners (2009).
De gemeente bestaat uit de volgende plaatsen:
- Bogola
- N'Golola
- Salila
- Sokolodié
- Tienkou
- Tienkouago
- Zagouala
- Tousséguéla